# Iki (Nagasaki)
Iki (壱岐市?) è una città giapponese della prefettura di Nagasaki.